# Impatiens schlechteri
Impatiens schlechteri är en balsaminväxtart som beskrevs av Otto Warburg. Impatiens schlechteri ingår i släktet balsaminer, och familjen balsaminväxter. Inga underarter finns listade i Catalogue of Life.